# Santa Claus Lane
Santa Claus Lane – дебютный альбом певицы Хилари Дафф. Он был выпущен 15 октября 2002 г. на Buena Vista Records. Альбом был записан при участии Кристины Милиан, Лил Ромео и сестры Дафф, Хейли. Santa Claus Lane достиг пика на второй строке чартов Top Heatseekers и Top Kid Audio журнала Billboard и достиг пика на 154-й позиции Billboard 200. Он был сертифицирован Золотым по данным Recording Industry Association of America за продажу 500,000 копий.

## Предпосылка
В 2001 г. Дафф прославилась через главную роль в сериале Disney Channel Лиззи Магуайер. Она заинтересовалась музыкальной карьерой после посещения концерта Radio Disney в 2001 г. «За кулисами концерта проходили эстрадные подготовки», – объяснила Дафф. «Они готовились за кулисами и разогревались, а я подумала: «Я тоже очень хочу это делать».» Однажды Дафф встретила Андре Реке, который вскоре стал её менеджером. Она рассказала о желании стать певицей и сделала краткое выступление. На что он ей сказал: «Я хочу работать с тобой». Реке рассказал, о неожиданной встречи с Дафф: «Когда я встретил Дафф, я знал, что в ней есть что-то особенное. Иногда у тебя просто такое ощущение, типа, «Вау, это звезда!»»
Музыкальная карьера Дафф началась с появлением в двух треках. В 2002 г. она появилась на саундтреке Лиззи Магуайер, исполнив кавер-версию песни Брук Макклимонт "I Can't Wait", и сборнике Walt Disney Records DisneyMania, исполнив кавер-версию "The Tiki Tiki Tiki Room". Реке заметил исполнение Дафф  в DisneyMania: «Это был первый тест на то, как фанаты отреагируют на неё как на певицу, а не актрису». Дафф заявила, что она почувствовала, что Рождество пришло раньше для неё, когда она записала Santa Claus Lane. И продолжила: «Мне правда нравится петь эти песни. Было много работы, но все равно весело!»

## Список композиций
"I Heard Santa on the Radio" и "Tell Me a Story (About the Night Before)" – это дуэты с Кристиной Милиан и Лил Ромео соответственно, а "Same Old Christmas" при участии сестры Дафф Хейли. Santa Claus Lane была создана при участии Мэтью Жерара, Криса Хамм, Ален Бертони, Чарли Миднайт и Чико Беннетт; в переиздании 2003 года у бонусного трека "What Christmas Should Be" продюсер был Чарльтон Петтус.

## Релиз и производство
Альбом был выпущен в США 15 октября 2002 г. на Buena Vista Records. Он был переиздан 14 октября в следующем году с бонусным треком "What Christmas Should Be".
У песни "Santa Claus Lane" есть клип с Дафф, в котором она выступает на диснеевском Movie Surfers, чтобы прорекламировать Санта-Клаус 2. У "Tell Me a Story (About the Night Before)" (при участии Лил Ромео) также есть клип и радио релиз. Его часто крутили на Disney Channel. В интервью 2013 года с веб-сайтом Idolator, Дафф выразила недовольство последней песней, сказав, что она «выкинула её из своей памяти».

## Отзывы
Альбом достиг пика на 154 строке Billboard 200 в США, а также достиг второй позиции в Top Heatseekers и Top Kid Albums. 9 декабря 2003 г. альбом был сертифицирован Золотым под данным Recording Industry Association of America за продажи 500,000 копий. Она также посчитала, что он только «освежил» песни при участии приглашенных звёзд. Allmusic дал альбому три из пяти звёзд.

## Список композиций
| №   | Название                                                 | Автор(ы)                                                | Продюсер(ы)                   | Длительность |
| --- | -------------------------------------------------------- | ------------------------------------------------------- | ----------------------------- | ------------ |
| 1.  | «Santa Claus Lane»                                       | Мэтью Жерар Чарли Миднайт Бриджит Бененэйт Джэй Лэндерс | Жерар                         | 2:43         |
| 2.  | «Santa Claus Is Coming to Town»                          | Джон Фредерик Кутс Хейвен Гиллеспи                      | Крис Хамм Ален Бертони        | 3:36         |
| 3.  | «I Heard Santa on the Radio» (с Кристиной Милиан)        | Миднайт Хамм                                            | Хамм Бертони                  | 4:02         |
| 4.  | «Jingle Bell Rock»                                       | Джозеф Карлетон Бил Джеймс Росс Бут                     | Хамм Бертони                  | 2:48         |
| 5.  | «When the Snow Comes Down in Tinseltown»                 | Миднайт                                                 | Миднайт Денни Уэстон, мл. [a] | 3:18         |
| 6.  | «Sleigh Ride»                                            | Лерой Андерсон Митчел Пэриш                             | Хамм Бертони                  | 3:04         |
| 7.  | «Tell Me a Story (About the Night Before)» (с Лил Ромео) | Миднайт Чико Беннет Лэндерс Master P Лил Ромео          | Беннетт Миднайт               | 3:41         |
| 8.  | «Last Christmas»                                         | Джордж Майкл                                            | Хамм Бертони                  | 4:12         |
| 9.  | «Same Old Christmas» (при участии Хейли Дафф)            | Миднайт Марк Сверски                                    | Миднайт Беннетт [a]           | 3:17         |
| 10. | «Wonderful Christmastime»                                | Пол Маккартни                                           | Хамм Бертони                  | 2:54         |

| №   | Название                                                     | Автор(ы)                                   | Продюсер(ы)             | Длительность |
| --- | ------------------------------------------------------------ | ------------------------------------------ | ----------------------- | ------------ |
| 1.  | «What Christmas Should Be»                                   | Миднайт Жерар                              | Кардтон Петтус          | 3:11         |
| 2.  | «Santa Claus Lane»                                           | Жерар Миднайт Бененэйт Лэндерс             | Жерар                   | 2:43         |
| 3.  | «Santa Claus Is Coming to Town»                              | Кутс Гиллеспи                              | Хамм Бертони            | 3:36         |
| 4.  | «I Heard Santa on the Radio» (with Christina Milian)         | Миднайт Хамм                               | Хамм Бертони            | 4:02         |
| 5.  | «Jingle Bell Rock»                                           | Бил Бут                                    | Хамм Бертони            | 2:48         |
| 6.  | «When the Snow Comes Down in Tinseltown»                     | Миднайт                                    | Миднайт Уэстон, мл. [a] | 3:18         |
| 7.  | «Sleigh Ride»                                                | Андерсон Пэриш                             | Хамм Бертони            | 3:04         |
| 8.  | «Tell Me a Story (About the Night Before)» (with Lil' Romeo) | Миднайт Беннетт Лэндерс Master P Лил Ромео | Беннетт Миднайт         | 3:41         |
| 9.  | «Last Christmas»                                             | Майкл                                      | Хамм Бертони            | 4:12         |
| 10. | «Same Old Christmas» (featuring Haylie Duff)                 | Миднайт Сверски                            | Миднайт Беннетт [a]     | 3:17         |
| 11. | «Wonderful Christmastime»                                    | Маккартни                                  | Хамм Бертони            | 2:54         |

Notes
- ↑  указывает на продюсера

## Чарты и сертификации
| Чарт (2002)                    | Наивысшая позиция |
| ------------------------------ | ----------------- |
| U.S. Billboard 200             | 154               |
| U.S. Billboard Top Heatseekers | 2                 |
| U.S. Billboard Top Kid Audio   | 2                 |

| Страна | Сертификации |
| ------ | ------------ |
| США    | Золото       |